# Zoetwaterreservoir
Een zoetwaterreservoir is een meer met een grote voorraad zoet water. In Nederland heeft vooral het IJsselmeer deze functie. Ook onder duinen op de zandgronden bevindt zich vaak een zoetwaterreservoir, wat ook zoetwaterzak genoemd wordt. Deze werden en worden soms gebruikt voor de winning van drinkwater. Een zoetwaterreservoir is in sommige gevallen beschermd gebied wanneer dit als drinkwater gewonnen wordt. Dit is om vervuiling tegen te gaan. 
Er bestaan ook kunstmatige waterreservoirs. Deze kunnen gebruikt worden als spaarbekken, om water tijdelijk op te slaan of als zoetwaterberging voor de industrie en teelt. 